# Тейлор-Джонсон, Сэм
Сама́нта Луи́з Те́йлор-Джо́нсон (англ. Samantha Louise Taylor-Johnson; 4 марта 1967, Кройдон, Англия, Великобритания) — британская кинорежиссёр

, сценаристка, кинопродюсер, актриса

, художница и фотограф.

## Биография
Саманта Луиз Тейлор-Джонсон (в девичестве Тейлор-Вуд) родилась 4 марта 1967 года в Кройдоне (Лондон, Англия, Великобритания). Её отец, Дэвид, ушёл из семьи, когда ей было девять лет. Её мать, Джеральдин, была учителем йоги и астрологом. У неё есть младшая сестра Эшли и единоутробный брат Кристиан.

## Карьера
Сэм начала карьеру художника в начале 1990-х годов. Она является представителем из группы художников, известной как Молодые британские художники. Позже она стала уделять больше времени кинематографу. В 1994 году она сыграла свою единственную роль в кино — девушку в баре в фильме «Парень встречает девушку». В конце 1990-х годов она начала карьеру режиссёра, её режиссёрский дебют — фильм «Несоответствие» (1996).
Также она является сценаристом, продюсером и фотографом.

## Личная жизнь

### Браки и дети
С 1997 по 2009 год Тейлор-Джонсон была замужем за арт-дилером Джеем Джоплингом, от которого у неё есть две дочери: Анжелика Джоплинг (род. 24 апреля 1997) и Джесси Феникс Джоплинг (род. в ноябре 2005).
С 21 июня 2012 года Тейлор-Джонсон замужем за актёром Аароном Тейлором-Джонсоном, с которым она встречалась три года до их свадьбы. У супругов есть две дочери: Уайлда Рэй Джонсон (род. 7 июля 2010) и Роми Хиро Джонсон (род. 18 января 2012).

### Проблемы со здоровьем
Тейлор-Джонсон дважды болела раком. В декабре 1997 года ей был диагностирован колоректальный рак. В 2000 году ей был диагностирован рак молочной железы.

## Избранная фильмография
Режиссёр
- 1996 — Несоответствие / Misfit
- 2006 — Запрещено к показу![англ.] / Destricted
- 2008 — Люблю тебя сильнее[англ.] / Love You More
- 2009 — Стать Джоном Ленноном / Nowhere Boy
- 2011 — Джеймс Бонд поддержка Международного женского дня / James Bond Supports International Women’s Day
- 2015 — Пятьдесят оттенков серого / Fifty Shades of Grey[14][15]
- 2018 — Миллион мелких осколков / A Million Little Pieces
- 2024 — Обратно во мрак / Back to Black
- 2024 — Ротко / Rothko

Сценарист
- 2006 — Запрещено к показу![англ.]/Destricted

Продюсер
- 2008 — Люблю тебя сильнее[англ.]/Love You More

Актриса
- 1994 — Парень встречает девушку/Boy Meets Girl — девушка в баре